# Sinopoda ogatai
Sinopoda ogatai là một loài nhện trong họ Sparassidae. S. ogatai được miêu tả năm 2002 bởi Peter Jäger & Ono.